# Johann Ulrich Sturzenegger
Johann Ulrich Sturzenegger (* 13. Februar 1785 in Trogen; † 15. Februar 1842 ebenda; heimatberechtigt ebenda) war ein Schweizer Publizist, Buchdrucker, Redaktor, Verleger und Politiker aus dem Kanton Appenzell Ausserrhoden.

## Leben
Johann Ulrich Sturzenegger war der Sohn von Mathias Sturzenegger, Mathematiker, Verleger, Druckereibesitzer, Web- sowie Stickereifabrikant, und der Elsbeth Zellweger. Er war der Enkel von Ulrich Sturzenegger. 1808 ehelichte Johann Ulrich Sturzenegger Rosina Schirmer, Tochter von Johannes Schirmer, Gemeindehauptmann von Trogen und Stickereifabrikant.
Nach dem Tod seines Vaters übernahm Sturzenegger 1807 dessen Verlag und die Buchdruckerei. Wichtigstes Erzeugnis blieb der Appenzeller Kalender, den er selbst redigierte, bis der Betrieb um 1841 an seinen Sohn Johannes Sturzenegger überging. Johann Ulrich Sturzenegger war von 1811 bis 1822 Gemeindeschreiber. Von 1811 bis 1825 amtierte er als Ratsherr. Ab 1825 bis 1828 hatte er das Amt des Gemeindehauptmanns von Trogen und des kantonalen Examinators inne.